# Пардо, Фелипе (футболист)
Эдгар Федипе Пардо Кастро (исп. Édgar Felipe Pardo Castro; род. 17 августа 1990, Кибдо) — колумбийский футболист, нападающий клуба «Депортиво Тачира». Ранее выступал за сборную Колумбии.

## Клубная карьера
Пардо начал профессиональную карьеру в клубе «Атлетико Уила». В 2008 году он был включён в заявку основной команды и дебютировал в Кубке Мустанга. 2 февраля в поединке против «Онсе Кальдас» Фелипе забил свой первый гол за «Атлетико Уила». В начале 2009 года он перешёл в «Депортиво Кали». 8 февраля в матче против «Энвигадо» Пардо дебютировал за новую команду. 15 февраля в поединке против «Индепендьенте Медельин» он забил свой первый гол за «Депортиво Кали».  Летом того же года Пардо перешёл в «Индепендьенте Медельин». 26 июля в матче против «Реал Картахена» он дебютировал за новую команду. 30 ноября в поединке против «Реал Картахена» Фелипе сделал хет-трик, забив свои первые голы за «Медельин». В этом же сезоне Фелипе стал чемпионом Колумбии. 12 февраля 2010 года в матче Кубка Либертадорес против парагвайского «Серро Портеньо» он забил гол. В 2012 году Пардо помог клубу завоевать серебряные медали.
Летом 2013 года Фелипе перешёл в португальскую «Брагу». Сумма трансфера составила 700 тыс. евро. 16 августа в матче против «Пасуш де Феррейра» он дебютировал в Сангриш лиге. В этом же поединке Пардо забил свой первый гол за «Брагу». В 2015 году Фелипе помог клубу выйти в финале Кубка Португалии, забив три гола в матчах против «Витории Гимарайнш», «Бенфики» и «Белененсиша».
Летом 2015 года Пардо перешёл в греческий «Олимпиакос». Сумма трансфера составила €4,5 млн. 23 августа в матче против «Паниониса» он дебютировал в греческой Суперлиге. 29 сентября в поединке Лиги чемпионов против лондонского «Арсенала» Фелипе забил свой первый гол за «Олимпиакос». 4 ноября в матче Лиг чемпионов против загребского «Динамо» он сделал «дубль». 3 января 2016 года в поединке против «Паниониса» Фелипе забил свой первый гол за команду из Пирей в чемпионате. В своём дебютном сезоне Пардо стал чемпионом Греции.
В начале 2017 года Фелипе на правах аренды перешёл во французский «Нант». 18 февраля в матче против «Меца» он дебютировал в Лиге 1. 24 февраля в поединке против «Дижона» Пардо забил свой первый гол за «Нант». По окончании аренды Фелипе вернулся в «Олимпиакос». В 2017 году матче Лиги чемпионов против лиссабонского «Спортинга» Пардо сделал «дубль».
2 января 2019 года Фелипе Пардо покинул «Олимпиакос» и перебрался в клуб Чемпионата Мексики «Толука».
1 января 2022 года футболист вернулся в свой первый профессиональный клуб колумбийский «Индепендьенте Медельин».

## Международная карьера
В 2007 году в составе сборной до 17 лет Фелипе занял четвёртое место на юношеском чемпионате мира в Южной Корее.
13 ноября 2015 года в отборочном матче чемпионата мира 2018 против сборной Чили Пардо дебютировал за сборную Колумбии, заменив во втором тайме Джексона Мартинеса.
14 ноября в 2017 года в товарищеском матче против сборной Китая Пардо забил свой первый гол за национальную команду.

### Голы за сборную Колумбии
| #   | Дата           | Место                                                     | Противник | Счёт | Результат | Соревнование      |
| --- | -------------- | --------------------------------------------------------- | --------- | ---- | --------- | ----------------- |
| 01. | 14 ноября 2017 | Чуньцинский центр олимпийских видов спорта, Чунцин, Китай | Китай     | 0:1  | 0:4       | Товарищеский матч |

## Достижения
«Индепендьенте Медельин»
- Чемпионат Колумбии по футболу — Финалисасьон 2009

«Олимпиакос»
- Чемпионат Греции по футболу — 2015/16